# Зажигаев, Александр Васильевич
Александр Васильевич Зажигаев (род. 1953) — советский и российский офицер-подводник,Герой Российской Федерации (11.11.2000). Капитан 1-го ранга (26.07.1992). Участник испытаний атомной глубоководной станции 29-й отдельной бригады подводных лодок Военно-морского флота СССР.

## Биография
Родился 17 августа 1953 года в городе Советабад (с 1978 года — Гафуров) ныне Согдийской области Республики Таджикистан в семье служащих. Русский. Отец — тракторист, затем начальник строительно-монтажного управления, мать — медсестра. В послевоенные годы родители переехали в Таджикистан из Волгоградской области. После окончания средней школы подал документы в военно-морское училище на радиоэлектронщика — сказалось юношеское увлечение радиоэлектроникой.
В Военно-морском флоте с 1970 года. В 1975 году окончил Высшее военно-морское училище радиоэлектроники им. А. С. Попова и был направлен на Краснознамённый Северный флот. Службу проходил командиром БЧ-4 атомной подводной лодки К-421 (проект 667БД), только что принятой на вооружение. За первые два года службы участвовал в трёх походах.
С 1976 года состоял в КПСС.
С февраля 1979 года проходил службу в воинской части Министерства обороны СССР, Министерства обороны Российской Федерации. В 1980-х годах — участник испытаний атомной глубоководной станции АС-23. В 1992 году присвоено воинское звание капитан 1-го ранга. За выполнение заданий, связанных с риском для жизни, награждён двумя орденами. В 1998 году — старший помощник командира атомной глубоководной станции АС-35.
Указом Президента Российской Федерации от 11 ноября 2000 года «за мужество и героизм, проявленные при исполнении воинского долга», капитану 1-го ранга Зажигаеву Александру Васильевичу присвоено звание Героя Российской Федерации с вручение особого знака отличия — медали «Золотая Звезда».
С декабря 2003 года капитан 1-го ранга Зажигаев в запасе.
Первое время жил в городе Санкт-Петербурге. Работал в мясоперерабатывающем холдинге «Парнас». Сначала менеджером по продажам, потом экономистом, финансистом, руководителем отделом маркетинга и управляющим. Окончил Северо-Западную академию государственной службы при Президенте Российской Федерации, а затем Санкт-Петербургский государственный университет экономики и финансов.
С 2004 года живёт в городе Тверь. Работает управляющим — генеральным директором Тверского мясокомбината.

## Награды и звания
- Герой Российской Федерации (11 ноября 2000)
- орден «За личное мужество» (1993)
- орден «За военные заслуги» (1997)
- медали

## Взгляды, личная жизнь
Директор Тверского мясокомбината А. В. Зажигаев:

— Кто такой — руководитель Тверского мясокомбината?
— Бог, царь и герой, — смеется Зажигаев. — Отвечаю за всё. Это сравнимо с ролью командира подводной лодки.